# سیارک ۴۷۰۰۵
سیارک ۴۷۰۰۵ (به انگلیسی: 47005 Chengmaolan، نامگذاری:1998UP8) چهل و هفت هزار و پنجمین سیارک کشف شده‌است که در ۱۶ اکتبر ۱۹۹۸ کشف شد.